# Carbapénème

Squelette de base des carbapénèmes

Les carbapénèmes sont une classe d'antibiotiques naturels ou semi-synthétiques obtenus à partir de Streptomyces cattleya. Ils font partie de la famille des bêta-lactames. 

## Action
Ils agissent en liant des protéines bactériennes, les penicillin binding proteins (en) (PBP) et plus spécifiquement la PBP-2 et la PBP-3, des bacilles gram négatif. Ces PBP sont des transpeptidases, enzymes de synthèse du peptidoglycane qui est un des constituants de la paroi cellulaire de ces micro-organismes. En inhibant ce mécanisme, on entraîne un défaut de la paroi cellulaire qui provoque ensuite une lyse de la cellule bactérienne. 
Le spectre d'activité des carbapénèmes est très large. ces molécules ont une haute affinité pour les PBP, pénètrent plus facilement à travers les bactéries gram négatif et offrent une résistance élevée aux bêta-lactamases. On peut voir qu'elles sont donc des agents plus forts que les pénicillines qui sont plus facilement dégradées par les β-lactamases.
Les indications de ces médicaments dépendent de l'agent choisi (il y en a cinq à ce jour, l'ertapénem, l'imipénem, le doripénem, le tébipénem et le méropénem).

## Résistances
Une résistance des micro-organismes aux carbapénèmes est possible. 

Entre 2009 et février 2012, 152 épisodes de résistances d'entérobactéries à cet antibiotique  ont été signalés par les établissements de santé et, ou le CNR Résistance aux antibiotiques ou d’autres laboratoires experts. Ces épisodes sont en nette augmentation de 2009 à 2012 (avec 6 épisodes signalés en 2009, 28 en 2010, 109 en 2011 et 1 sur les deux premières semaines de 2012). Les bactéries les plus souvent impliquées en France de 2009 à 2012 étaient (par ordre de fréquence) Klebsiella pneumoniae (dans 59 % des cas), Escherichia coli (22 % des cas) et Enterobacter cloacae(12 % des cas) et un séjour à l'étranger était en cause dans 72 % de ces 152 épisodes. 
Cette « antibiorésistance » est permise par plusieurs mécanismes :
1. L'imperméabilité de la paroi cellulaire des bacilles gram négatif. Ainsi, la molécule ne peut pénétrer à l'intérieur de la bactérie ;
2. La modification des PBP rendant le site d'action non-reconnaissable pour le carbapénème ;
3. Le développement de β-lactamases (« carbapénèmases » efficaces contre les carbapénèmes).

Récemment, un gène, le NDM-1 (New Delhi metallo-B-lactamase 1), porteur de résistances aux carbapénèmes, s'est développé. On l'a trouvé en Inde et au Pakistan et sur des voyageurs européens ou américains s'étant rendus dans ces pays pour des raisons de tourisme médical. Les conditions sanitaires médiocres de ces pays, liées à l'usage peu précautionneux des antibiotiques, seraient l'une des raisons d'apparition de ce gène, qui a poussé la presse et les spécialistes à parler de « super-bactéries » ,,,.
En 2016, pour la première fois, chez des animaux d'élevage, une bactérie (Enterobacteriaceae) a été trouvée porteuse d'un gène de résistance au carbapénème (aux États-Unis).

## Effets secondaires
Les effets secondaires généraux de la classe comprennent :
- les troubles gastro-intestinaux : nausées, diarrhée, vomissements ;
- l'irritation au site d'injection ;
- rash cutané ;
- convulsions (surtout pour l'imipénem[7]) ;
- les troubles hématologiques : la leucopénie, la neutropénie, l'éosinophilie ;
- l'élévation d'enzymes hépatiques (par lyse des hépatocytes) ;
- la colite pseudo-membraneuse à Clostridium difficile[8].

Le risque d'allergie croisée avec les β-lactames (pénicillines, céphalosporines) était initialement estimé à 50 %, mais le risque réel est bien plus faible (inférieur à 10 %, voire de l'ordre de 1 %).

## Synergie
- l'association aux aminoglycosides.

## Interactions médicamenteuses
Ils diminueraient le taux sanguin d'un antiépileptique, l'acide valproïqueet augmenteraient l'efficacité des antivitamines K.

## Tableau d'efficacité
Voici un tableau d'efficacité potentiel des Bêta-lactamines.
Légende :
- spectre utile ;
- non couvert ;
- intermédiaire / résistance fréquente ;
- CG+ : Cocci gram + ;
- BGN : bacilles gram négatif ;
- BG+ : Bacilles gram +.

### Bactéries aérobies
|          | Gram + | Gram - |
| Cocci    | *Staphylocoque (coccis en amas) : - à coagulase neg - aureus Streptocoque (cocci en chainettes) : - pyogenes du groupe A, pneumoniae - autres streptocoques : groupe D (bovis) ... - Enterocoques : (diplocoques) enterococcus fecalis (ressemblent aux streptocoques) | Nesseria (2 principaux cocci gram -) - meningitidis (meningocoque) - gonorrhoeae Cocco-baciles (germes en pédiatrie): - Moraxella - Branhamella catarrhalis |
| Bacilles | "Listeria monocytogenes (le seul BG+ a connaître)" "corynebacteirum diphteriae" Bacillus anthracis | Enterobacteries : E. Coli (ETEC, EPEC, EHEC), Klebsiella, enterobacter, serratia, proteus, samlonella, shigella, yersinia pestis / enterocolitica Autres BGN : campylobacter, heliicobacter pilori et jejuni, vibrio cholerae, pasteurella, haemophilius influenzae HACEK (Haemophilus, Actinobacillus, Cardiobacterium, Eikenella, Kingella) bordetella pertussis, legionella (intracellulaire facultatives ) morsures griffures : Bartonella henselae, Francisella tularensis (griffe du chat) pseudomonas (a part) |

### Bactéries anaérobies
|          | Gram + | Gram - |
| Bacilles | Clostridium (principaux BG+ anaerobies): tetani, botulinum, perfringens, difficile propionibacterium acnes actinomyces | bacteroides fragilis fusobacterium morsures griffures : Pasteurella multocida (chien, anaerobie facultative) |
| Cocci    | Peptostreptoccucs sp.                                                                                                  | |

### Autres bactéries
| Intracellulaires | Spirochètes (bactéries hélicoïdales Gram -)                    | Mycobacteries = BAAR                                        | Nocardia             |
| --- | -------------------------------------------------------------- | ----------------------------------------------------------- | -------------------- |
| chlamydia (trachomatis, psitacci, pneumoniae) mycoplasme (pulmonaire), ureaplasma urealyticum (uro genital) rickettsia | treponema (pallidum ) borrelia (burgdorferi = lyme) Leptospira | tuberculosis Leprae mycobacteries atypiques (avium, xenopi) | Pneumoystis joriveci |

| Germes Intracellulaires facultatifs | Germes Intracellulaires obligatoires |
| --- | --- |
| legionella (BGN aerobie) bordetella pertussis : coqueluche (BGN aerobie) Mycobacterium tuberculosis: tuberculose (mycobacterie) Salmonella typhi: fièvre typhoïde (BGN aerobie) Brucella sp: brucellose (?) Legionella pneumophila: légionellose (BGN aerobie) Listeria monocytogenes: listériose (BG+ aerobie) Francisella tularensis: tularémie (?) | Mycobacterium leprae: lèpre (mycobacterie) Rickettsia sp: fièvre boutonneuse, typhus Coxiella burnetii: fièvre Q Chlamydia trachomatis: trachome, pneumopathies (intracellulaire) |

## Voie d'administration
Tous les carbapénèmes sont administrés par injection, à l'exception du tébipénem qui existe sous forme de comprimés. 